# Chemin de fer à crémaillère du Pic Pikes
Le Chemin de fer à crémaillère du Pic Pikes ou Chemin de fer du Manitou et Pikes Peak (Pikes Peak Cog Railway en anglais) est un  train à crémaillère qui permet de relier la ville de Manitou Springs au sommet du Pic Pikes dans les Montagnes Rocheuses au Colorado aux États-Unis. Il fut inauguré en 1890 et fonctionnait initialement à la vapeur puis fut progressivement converti au diesel. Il s'agit de l'un des deux  moyen de gravir le sommet sans effort avec la route Pikes Peak Highway inaugurée en 1915. Avec une altitude maximale de 4 300 mètres, ce chemin de fer représente à la fois le plus haut train d'Amérique du Nord mais surtout le plus haut train à crémaillère au monde.

## Histoire
Découvert par les américains en 1806 et gravi pour la première fois en 1820, le Pic Pikes devint un site très populaire pour les alpinistes au cours du XIXe siècle grâce à la vue imprenable qu'offrait son sommet sur la région et la topographie peu escarpée de la montagne facilitant son ascension. Une station météo fut inaugurée à son sommet dès 1873.
Dans les années 1880, Zalmon G.Simmons, homme d'affaires spécialisé dans les lignes télégraphiques le long des voies ferrées entreprit d'installer une un télégraphe au sommet du pic et fut impressionné par la vue qu'offrait la montagne. Cependant le trajet par le chemin depuis Manitou Spring, la ville la plus proche, nécessitait deux jours d'ascension que ce soit à pied ou à dos de mulet ce qui pouvait rendre le trajet éprouvant pour de nombreuses personnes. Pour ainsi faciliter l'ascension, G.Simmons prit l'initiative de financer la construction d'une ligne de chemin de fer permettant d'atteindre le sommet bien plus rapidement. Le terrain montagneux étant bien trop pentu pour une voie conventionnelle, le choix se porta sur l'équipement d'une crémaillère sur le voie férée. La construction débuta en 1889 et la ligne de chemin de fer fut inauguré seulement deux ans plus tard avec le premier train atteignant le sommet le 30 juin 1891.
Le train fonctionnait initialement à l'aide de locomotives à vapeur. Comme dans la plupart des trains à crémaillère de l'époque, la locomotive était placée à l'arrière du wagon dans la montée par mesure de sécurité. La première locomotive diesel arriva en 1939 et la dernière locomotives à vapeur fut supprimée en 1964. Entre les années 1960 et les années 1980, une dizaine de rames de couleur rouge fabriquées en Suisse furent introduites.

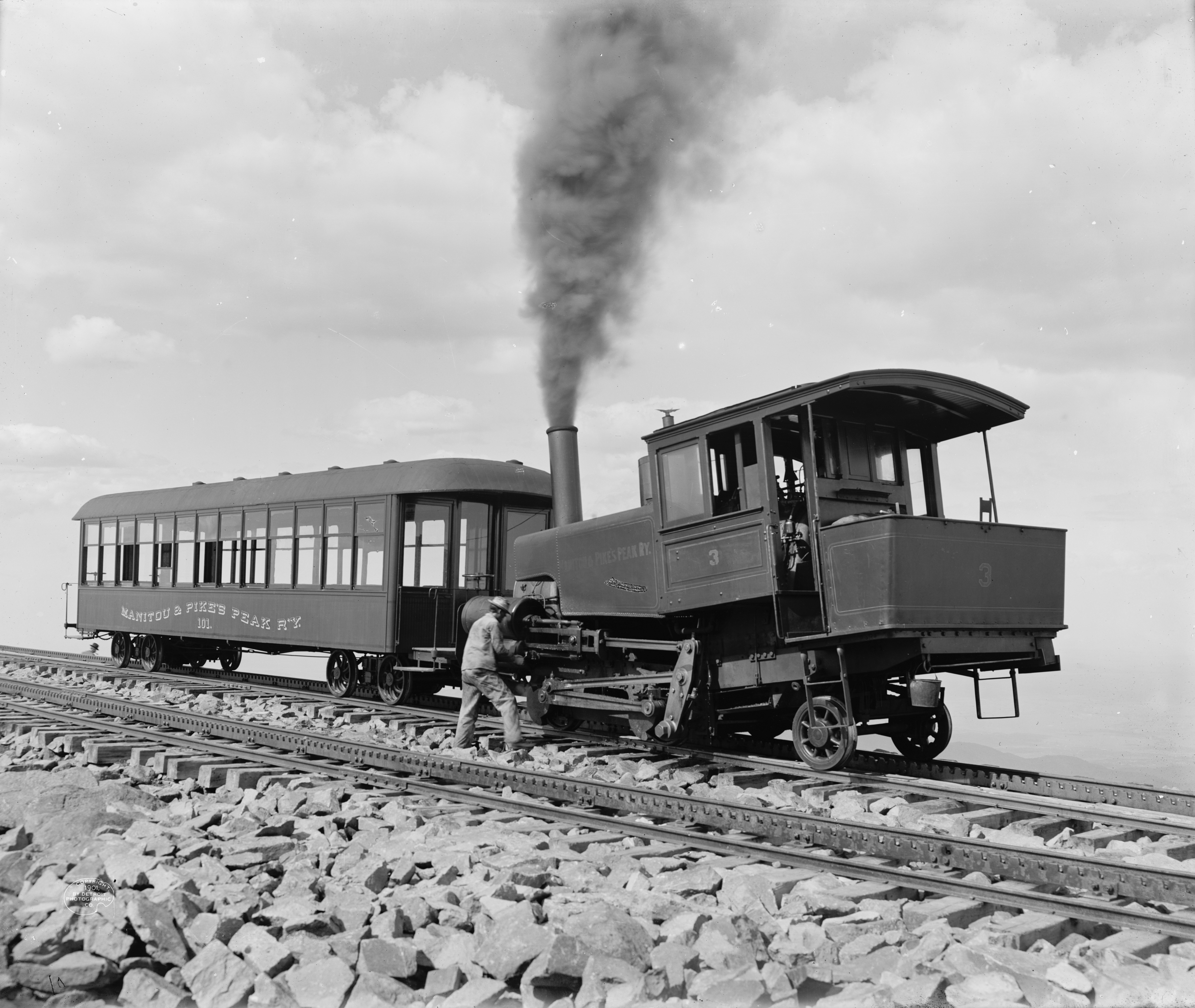
Locomotive à vapeur poussant une voiture vers le sommet aux alentours de 1900.

C'est à partir des années 2000 que de nombreuses dégradations furent constatées sur les infrastructures. En effet, les équipements de la voie ferré dataient pour la plupart de la fin du XIXe siècle et nécessitaient d'être entièrement rénovés. La ligne cessa temporairement son activité le 29 octobre 2017 en raison de l'arrivée de la saison hivernale. Mais lors du printemps 2018, il est décidé de maintenir la ligne fermée pour préparer les travaux de rénovation. Cependant aucune date n'est fixée à cette période sur la réouverture en raison de la difficulté de trouver le financement de la reconstruction estimé à environ 100 millions de dollars. Finalement, les travaux ne débuteront qu'à partir de mars 2019. Durant les opérations, la quasi totalité des appareils de voies sont intégralement changés. Les rails d'origine sont supprimés pour en installer de nouveaux, le système de crémaillère est modifié pour être plus résistant au passage des trains et les aiguillages manuels sont remplacés par des systèmes électriques contrôlés à distance.

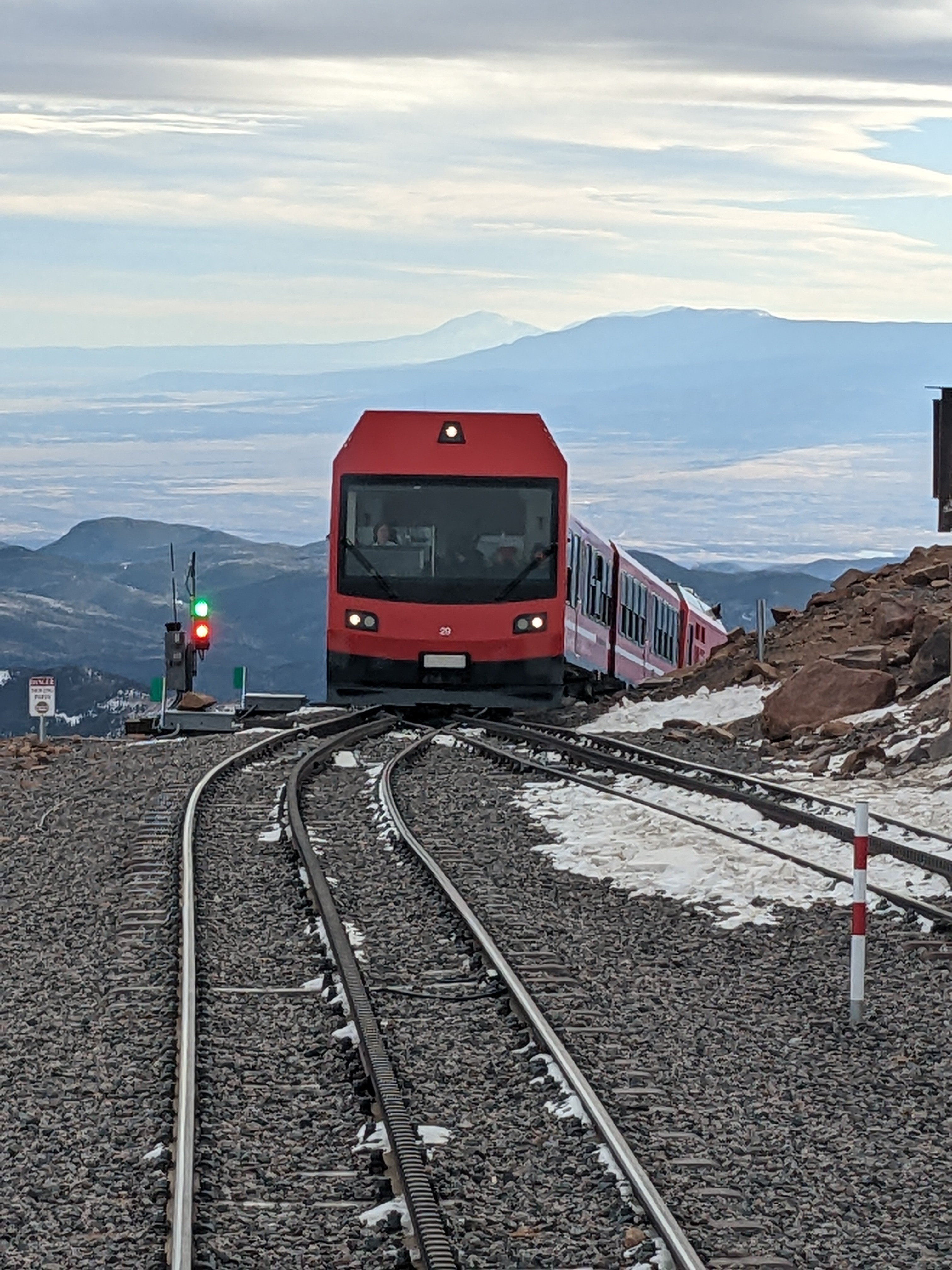
Nouvelle rame construite par Stadler livrée en 2021.

Le matériel roulant fut également rénové. La plupart des véhicules subirent des changements pour s'adapter à la nouvelle crémaillère et recevoir un système de freinage plus performant. De plus, trois nouvelles rames fabriquées en Suisse par Stadler composées d'une locomotive et de deux voitures ont été livrées en 2021 pour renforcer les effectifs du parc.
Le centre d'accueil situés au sommet fut reconstruit et de nouveaux quai ont été installés au niveau de la gare amont. La chemin de fer est finalement rouvert aux voyageurs le 20 mai 2021 après quasiment quatre années de fermeture,.

## Description
La ligne du Chemin de fer du Pic Pikes est longue de 14 km avec un dénivelé d'environ 2 300 mètres. Le trajet pour atteindre le sommet prend environ 1h10 et la vitesse maximale des trains ne dépasse pas les 25 km/h dans la montée et les 18 km/h dans la descente. La déclivité moyenne est de 12% et la déclivité maximale de 25%. La voie est à écartement standard avec un rail central denté de type Strub. Il n'y a pas de gare intermédiaire sur la ligne, cependant en raison de la voie unique, des systèmes d'évitement sont présents pour permettre le croisement des trains.
Son altitude particulièrement importante en fait à la fois le plus haut chemin de fer à crémaillère au monde mais également le deuxième plus haut chemin de fer du continent américain (après le Chemin de fer Central du Pérou) ainsi que le troisième plus haut chemin de fer au monde.
La gare aval est installée dans la ville de Manitou Springs située dans la banlieue ouest de Colorado Spring à environ 2 000 mètres d'altitude. À proximité de la gare se trouve également le départ du Manitou Incline, une ancienne ligne de funiculaire converti en chemin de randonnée avec escaliers.
La gare amont est située au sommet du Pic Pikes à environ 4 300 mètres d'altitude d'où les touristes peuvent admirer le panorama. Il s'agit de la plus haute gare ferroviaire d'Amérique du Nord. Au sommet se trouve également le parking de l'arrivée de la "Pikes Peak Highway". Un centre d'accueil et d'exposition pour les touristes est présent juste à côté de la gare.